# Naturschutzgebiet Oberes Wallmecketal
Das Naturschutzgebiet Oberes Wallmecketal mit einer Größe von 8,3 ha lag im Arnsberger Wald nördlich von Eversberg im Stadtgebiet Meschede. Das Gebiet wurde 1994 mit dem Landschaftsplan Meschede durch den Hochsauerlandkreis als Naturschutzgebiet (NSG) ausgewiesen. Bei der Neuaufstellung des Landschaftsplanes Meschede wurde das NSG dann Teil vom neuen Naturschutzgebiet Talsystem Kohlweder Bach.

## Gebietsbeschreibung
Beim NSG handelt es sich um einen namenlosen Zuflussbach der Wallmecke und den Oberlauf der Wallmecke selbst. Im Bruchwald mit punktuellem Auftreten 
von Torfmoos wachsen vorwiegend Roterlen. Das Nebental ist dagegen aufgrund eines Aufstaues stellenweise versumpft und mit Erlen bestockt. Eingestreute Fichtengruppen minderten die Biotopqualität des NSG. Im NSG kamen gefährdete Pflanzenarten vor. Das reiche Vorhandensein von Insektenlarven in der Wallmecke zeigte die ökologische Wertigkeit dieses Tales auf. Dem Bachtal kommt für den Biotop- und Artenschutz lokale Bedeutung zu.

## Schutzzweck
Wie alle Naturschutzgebieten im Landschaftsplangebiet wurde das NSG „zur Erhaltung von Lebensgemeinschaften oder Lebensstätten bestimmter wildlebender Pflanzen und wildlebender Tierarten, aus wissenschaftlichen, naturgeschichtlichen, landeskundlichen oder erdgeschichtlichen Gründen oder wegen der Seltenheit, besonderen Eigenart oder hervorragenden Schönheit einer Fläche oder eines Landschaftsbestandteils“ als NSG ausgewiesen.
Zum Schutzzweck speziell des NSG führte der Landschaftsplan 1994, neben den normalen Schutzzwecken für alle NSG im Landschaftsplangebiet, auf: „Erhaltung und Optimierung naturnaher Bachtäler mit Bruchwäldern als wertvoller Lebensraum für Pflanzen und Tiere; wertvolles Quellgebiet; Rote-Liste-Pflanzenarten; Vorkommen einer gefährdeten Pflanzengesellschaft; wertvoll für Amphibien; Gebiet fällt unter § 20 c BNatSchG; Optimierung durch Umbestockung der Fichtenbestände.“